# 阿薩·哈特福德
阿萨·哈特福德（Richard 'Asa' Hartford,1950年10月24日—），苏格兰人，中场球员。
哈特福德出生在苏格兰克利德班克。作为苏格兰国脚，他曾代表苏格兰队参加过51场国际比赛，包括1978年和1982年世界杯，取得4个入球。哈特福德同時先後在西布朗、曼城、諾定咸森林以及愛華頓等多支著名球队效力过，贏得獎項主要都是杯賽冠軍。職業生涯晚年轉投低組別球會，同時兼任教練。
現時哈特福德在英格蘭低組別球會黑池擔任教練。

## 榮譽
- 英格蘭足總杯：1968
- 英格蘭聯賽杯：1970、1976